# 洪兴志
洪兴志，中华人民共和国政治人物、全国脱贫攻坚先进个人。

## 生平
洪兴志任海原县西安镇党委副书记、镇长。因在脱贫攻坚战中作出突出贡献，2021年2月25日全国脱贫攻坚总结表彰大会上，洪兴志被授予“全国脱贫攻坚先进个人”。